# 目隠し将棋
目隠し将棋（めかくししょうぎ）は、将棋の遊び方の一つである。

## ルール
ルールは通常の将棋と同じであるが、将棋盤と将棋の駒は用意せず、対局者2人が駒の移動先を棋譜の読み上げ方法に従って（「7六歩」「8四歩」など）声で伝えることで対局を進める。必ずしも目隠しをするわけではないが、イベントなどでは観客への視覚効果をねらって目隠しを着用することがある。
二歩を打ったり、移動できないところに駒を移動させたり、持ち駒の種類や数を誤って持っていない駒を打ってしまったりしたときは反則負けとなるので、常に現局面の駒の配置を頭の中に入れておかなければならず、高度な記憶力を要求される。特に持ち駒の歩が何枚あるかわからなくなることが多い。

## 類似ゲーム
チェスなど同じチャトランガ系のゲームだけでなく、囲碁やリバーシなどボードゲーム全般で、同様に行われることがある。

## 別称
かつては盲将棋（めくらしょうぎ）とも呼ばれていたが、差別用語を含んでいるので、現在この呼び名は使用されない。また、脳内将棋（のうないしょうぎ）と表現されることもある。